# Józef Szewczyk (piłkarz)
Józef Szewczyk (ur. 17 lutego 1950 w Turowie, zm. 19 maja 1989 w Poznaniu) – polski piłkarz, pomocnik.
Szewczyk swoją karierę rozpoczął w Krakowie, grając najpierw we Wandzie, a później w Hutniku. W 1970 przeniósł się do Śląska Wrocław, gdzie grał przez dwa sezony. Następnie, w 1972, powrócił do Hutnika, a od 1974 reprezentował barwy poznańskiego Lecha, z którym związał się do końca kariery. Razem z Kolejorzem zdobył dwa tytuły Mistrza Polski i jedno trofeum Pucharu Polski. Rozegrał w Lechu 245 meczów w I lidze i strzelił 14 bramek.
5 kwietnia 1978 zaliczył jedyny swój występ w kadrze narodowej podczas meczu z reprezentacją Grecji w Poznaniu, na Stadionie im. 22 lipca. Karierę piłkarską zakończył w 1983 roku z powodu raka gałki ocznej, który 6 lat później stał się przyczyną jego śmierci. Pochowany na cmentarzu przy ulicy Jasna Rola w Poznaniu.